# نسيج دهني بني
الأنسجة الدهنية البنية (بالإنجليزية: Brown adipose tissue)‏ أو الدهون البنية وهي نوع من الأنسجة الدهنية وافرة لدى الرضّع من البشر، ومعظم القوارض والثدييات الصغيرة، وبعض الحيوانات السبات، وهي تقع بشكل أساسي حول الرقبة والأوعية الدموية الواسعة المتواجدة في القفص الصدري. ويمكن لهذه الأنسجة المتخصصة توليد الحرارة بواسطة «فك تقارن» سلسلة الفسفرة المؤكسدة من الجهاز التنفسي داخل الميتوكوندريا. عملية«فك التقارن» تعني أنه عندما تعبر البروتونات في اتجاه التدرج الكهروكيميائي عبر الغشاء الداخلي للالميتوكوندريا، يتم تحرير الطاقة من هذه العملية في شكل حرارة بدلا من استخدامها لتوليد ATP. قد تكون هذه العملية حيوية في حديثي الولادة المعرضين للبرد، الذين يحتاجون إلى عملية الثيرموغينيسيس للتدفئة، كما أنهم غير قادرين على الارتجاف، أو اتخاذ إجراءات أخرى لإبقاء أنفسهم دافئين.
محاولات لمحاكاة هذه العملية عن طريق العقاقير حتى الآن لم تنجح (و قد تكون قاتلة). تقنيات لتخليق «الشحوم البنية» يمكن أن تصبح آلية كعلاج لفقدان الوزن في المستقبل، وتشجيع نمو الأنسجة مع هذا الأيض المتخصص دون حث الأعضاء الأخرى.
حتى وقت قريب، كان يعتقد أن الأنسجة الدهنية البنية كانت محدودة في المقام الأول للأطفال الرضع في البشر، ولكن الآن هناك دلائل جديدة اسقطت هذا المعتقد. تم التقرير عن أنسجة ذات أيضية نشطة تجاه الحرارة بردود فعل مماثلة للانسجة الدهنية البنية لأول مرة في الرقبة والجذع في بعض كبار الإنسان في عام 2007، وتم التحقق لاحق تشريحيا في نفس المناطق التشريحية من وجود الأنسجة الدهنية البنية في البالغين في نفس المكان.